# True Colors (песня Zedd)
«True Colors» — песня российско-немецкого музыкального продюсер Zedd. В оригинальной версии песни присутсвовал вокал Тима Джеймса, она была включена в его второй одноимённый студийный альбом (2015).

## Ремикс Grey
8 марта 2016 года диджей-дуэт Grey выпустил официальный ремикс на песню.

## Версия Zedd и Кеши
Официальный сингл представляет собой новую версию песни с вокалом, предоставленным американской певицей Кеши и вышел 29 апреля 2016 года в качестве четвертого сингла альбома. Песня появилась в игре FIFA 17.

### Предыстория
Песня была первым музыкальным релизом Кеши более чем за три года, так как она была занята судебным делом с ее продюсером Dr. Luke, после десяти лет предполагаемого насилия. Наряду с поддержкой других известных знаменитостей, Zedd предложил спродюсировать песню вместе с ней. Она впервые исполнила песню в качестве гостя во время выступления Zedd на Коачелле 2016 года. В конце апреля и Кеша, и Zedd разместили фотографии в своих аккаунтах в соцсетях.

### Композиция
«True Colors» — баллада со средним темпом в тональности ре минор с темпом 126 битов в минуту в [half-time-ощущении. Аккордовая прогрессия Dm-C-Gm-Dm. Вокал Кеши простирается от A3 (F3 в бэк-вокале) до D5 (F5 в бэк-вокале). Трек начинается и заканчивается приглушенной клавишной мелодией, прежде чем постепенно создать кульминацию весёлых барабанов и колоколов, что является отступлением от предыдущих синглов Кеши «партийного гимна». По словам рецензента NME, это «угрюмая, готическая электро-баллада».

### Отзывы
Бриттани Спанос из Rolling Stone назвала песню «триумфальным возвращением» для Кеши. Сравнивая её с альбомной версией, она заявила, что «стиль более грандиозный» в манере Кеши. Найджел М. Смит из The Guardian написал: «Слышимая ярость Кеши придает композицию огонь, которого не хватало в его более раннем воплощении». Ларс Брандл из Billboard написал, что «это мощная, угрюмая мелодия, и, лирически, Кеша находится в боевом кадре». Август Браун из Los Angeles Times отметил: «Её неожиданное появление на Коачелле имело серьёзность чего-то большего, чем просто очередное камео поп-звезды. Эта записанная версия является приятным напоминанием о значительном вокальном таланте Кеши». Лукас Вилла из AXS похвалил направление Zedd, написав: «Под Dr. Luke, её вокал был в основном обработан до чёртиков, но с Zedd Кеша прекрасно переливает мощное послание песни». Несмотря на минимальное продвижение со стороны радио или крупного звукозаписывающего лейбла, в первую неделю было продано 52 000 копий песни.

### Чарты
| Чарт (2016)                         | Высшая позиция |
| ----------------------------------- | -------------- |
| Australia (ARIA)                    | 76             |
| Канада (Billboard Canadian Hot 100) | 66             |
| Франция (SNEP)                      | 191            |
| Ирландия (IRMA)                     | 81             |
| Великобритания (OCC UK Singles)     | 78             |
| США (Billboard Hot 100)             | 74             |
| США (Billboard Dance Club Songs)    | 38             |

### История релиза
| Страна | Дата           | Формат                 | Лейбл                                 | Примечания |
| ------ | -------------- | ---------------------- | ------------------------------------- | ---------- |
| США    | 29 апреля 2016 | Цифровое скачивание    | Interscope Kemosabe Polydor Universal | [ 4 ]      |
| Италия | 29 апреля 2016 | Contemporary hit radio | Interscope Kemosabe Polydor Universal | [ 19 ]     |